# Hermann Fabini
Hermann Armeniu Fabini (Brașov, 8 de octubre de 1938) es un arquitecto y político liberal rumano, perteneciente a la comunidad sajona de Transilvania. 

## Biografía
Sus padres fueron Julius y Jeannette Fabini (nacida Ernst. Pasó su infancia entre Busteni (1938-1944, 1948-1952] y Sighișoara (1944-1948). Entre 1952 y 1955, Fabini asistió a la escuela secundaria mixta alemana de Brașov y a la escuela secundaria alemana de Mediaș, donde se graduó en 1955. Entre 1955 y 1962, Hermann Fabini asistió al Instituto de Arquitectura "Ion Mincu" de Bucarest. Su tesis tuvo como título La sistematización de la ciudad de Mediaș. Fue asignado al ayuntamiento de Mediaș, como arquitecto en prácticas y ascendió al puesto de arquitecto jefe de Mediaș, donde trabajó de 1962 a 1968.
Fue contratado como empleado de la Iglesia Evangélica de Confesión Augustana en Rumanía. Más tarde sería empleado por la Autoridad Rumana de Protección de Monumentos de Bucarest y para una empresa municipal en Sibiu. Entre 1989 y 1990 fue asesor cultural en la Iglesia Evangélica. Fabini dirige su propia oficina de arquitectura en Sibiu desde 1990. Fabini ha jugado un papel clave en la restauración y renovación de edificios históricos en Transilvania desde 1965. Participó en la restauración del casco antiguo de Sibiu a finales de la década de 1980 y en el mantenimiento de numerosas iglesias fortificadas. Cabe destacar la renovación de la iglesia fortificada de Biertan, declarada Patrimonio de la Humanidad por la UNESCO desde 1993. Fabini recibió el premio Europa Nostra por la restauración. Los edificios que ha reparado también incluyen el Palacio Brukenthal y la iglesia parroquial de Sibiu, la iglesia de santa Margarita de Mediaș y la iglesia Negra de Brașov.
En 1978 Fabini recibió su doctorado en arquitectura gótica de Transilvania. La tesis se publicó en Bucarest en 1983 y en 1989 en los países occidentales de habla alemana. Es miembro del consejo científico de la organización europea de conservación de monumentos Europa Nostra.
Hermann Fabini fue un senador en la legislatura 2000-2004, elegido en el distrito de Sibiu en las listas del partido PNL. Renunció al Senado el 24 de junio de 2004 y fue reemplazado por el senador Tiberiu Simion Buza. Durante su carrera parlamentaria, Hermann Fabini fue miembro de los grupos parlamentarios de amistad con la República de Lituania y la República Federal de Alemania. Participó en iniciativas hacia la integración de Rumanía en la Unión Europea. Fue miembro del Comité de Administración Pública, Ordenación del Territorio y Protección del Medio Ambiente, campo en el que combatió la iniciativa del parque de atracciones Drácula en Sighișoara. Inició trece propuestas legislativas, cuatro de las cuales fueron leyes promulgadas.
Está casado con Alida Schaser, con quien tiene tres hijos. Es hermano del artista Wilhelm Fabini y del artista gráfico Helmut Fabini.

## Publicaciones
- Kirchenburgen in Siebenbürgen. Leipzig: 1985. Viena: 1986.
- Hermannstadt. Portät einer Stadt in Siebenbürgen. Sibiu: 2000.
- Sibiu. Portretul unui oraș din Transilvania. Sibiu: 2001.
- Atlas der siebenbürgisch-sächsischen Kirchenburgen und Dorfkirchen. Sibiu/Heidelberg: Monumenta und AKSL. Vol. I 1998, vol. II 1999,  vol. III 2002.
- Hermannstadt - Kleine Geschichte einer Stadt in Siebenbürgen,  Colonia/Viena/Weimar: Böhlau, 2006.
- Die Kirchenburgen der Siebenbürgen Sachsen. Sibiu: Ed. Monumenta, 2009

## Editorial Monumenta
Fabini también se ha ocupado de la arquitectura de Transilvania como autor. Dirige la editorial Monumenta desde 1996, que publica principalmente la serie Monumentos arquitectónicos en Transilvania. Publica folletos, casi todos escritos por Fabini. La obra principal de Fabini es el Atlas der siebenbürgisch-sächsischen Kirchenburgen und Dorfkirchen, que describe todas las iglesias fortificadas de Transilvania y las iglesias de las aldeas en dos volúmenes con un total de alrededor de 1.300 páginas. El atlas se considera una obra de referencia y ofrece por primera vez una descripción general de todos los altares de iglesia de después de la Reforma.

## Galería

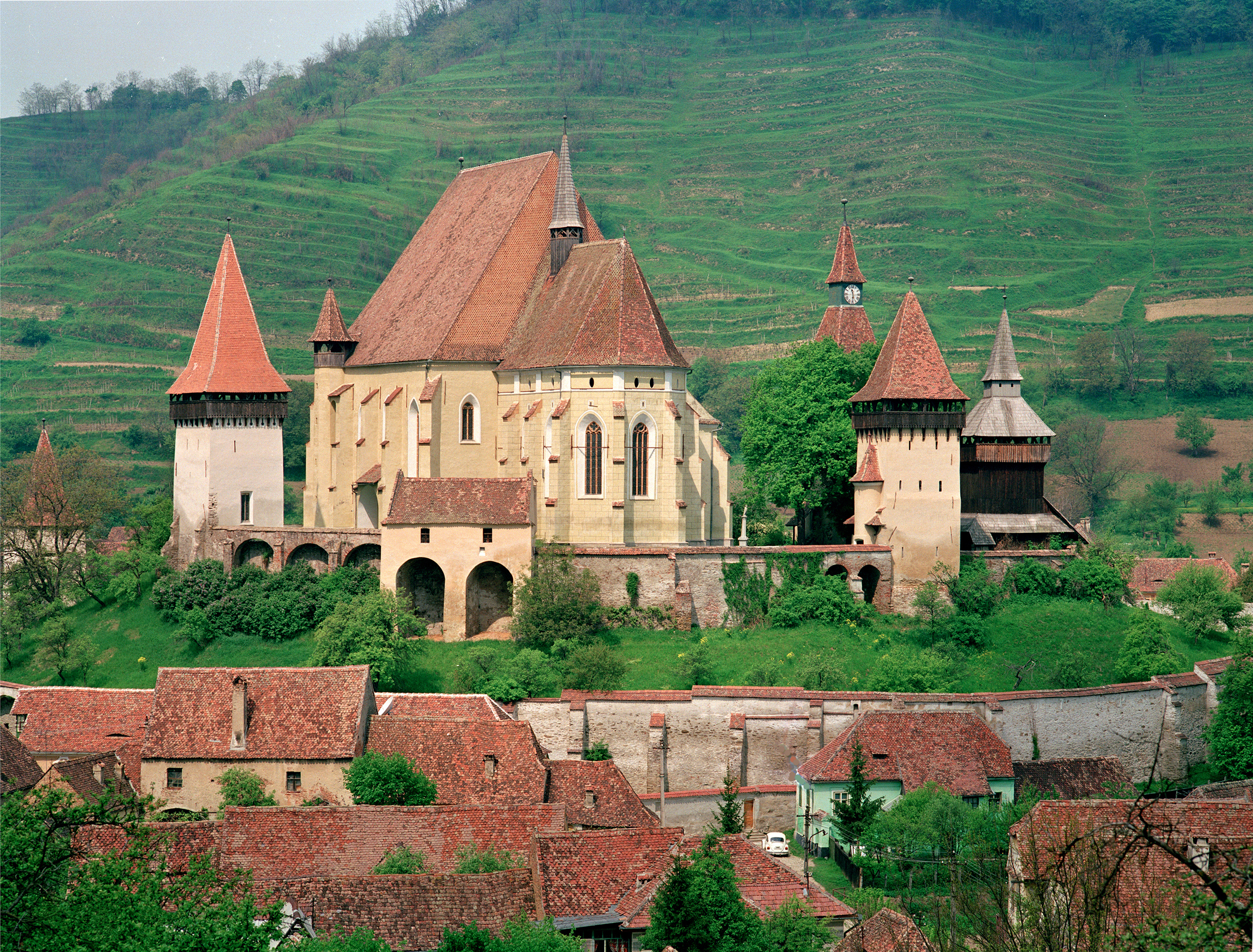
Iglesia fortificada de Biertan.
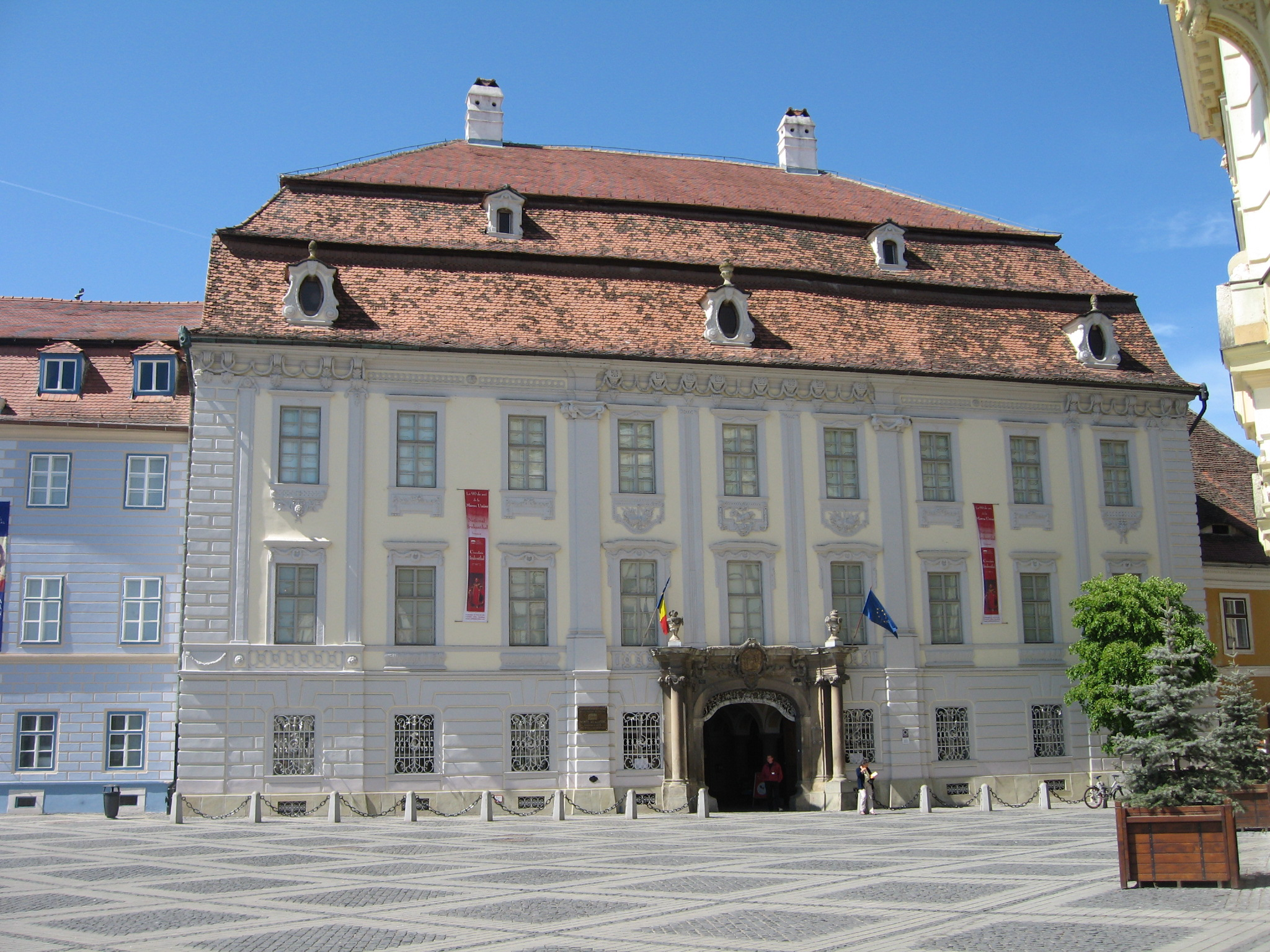
Palacio Brukenthal de Sibiu.
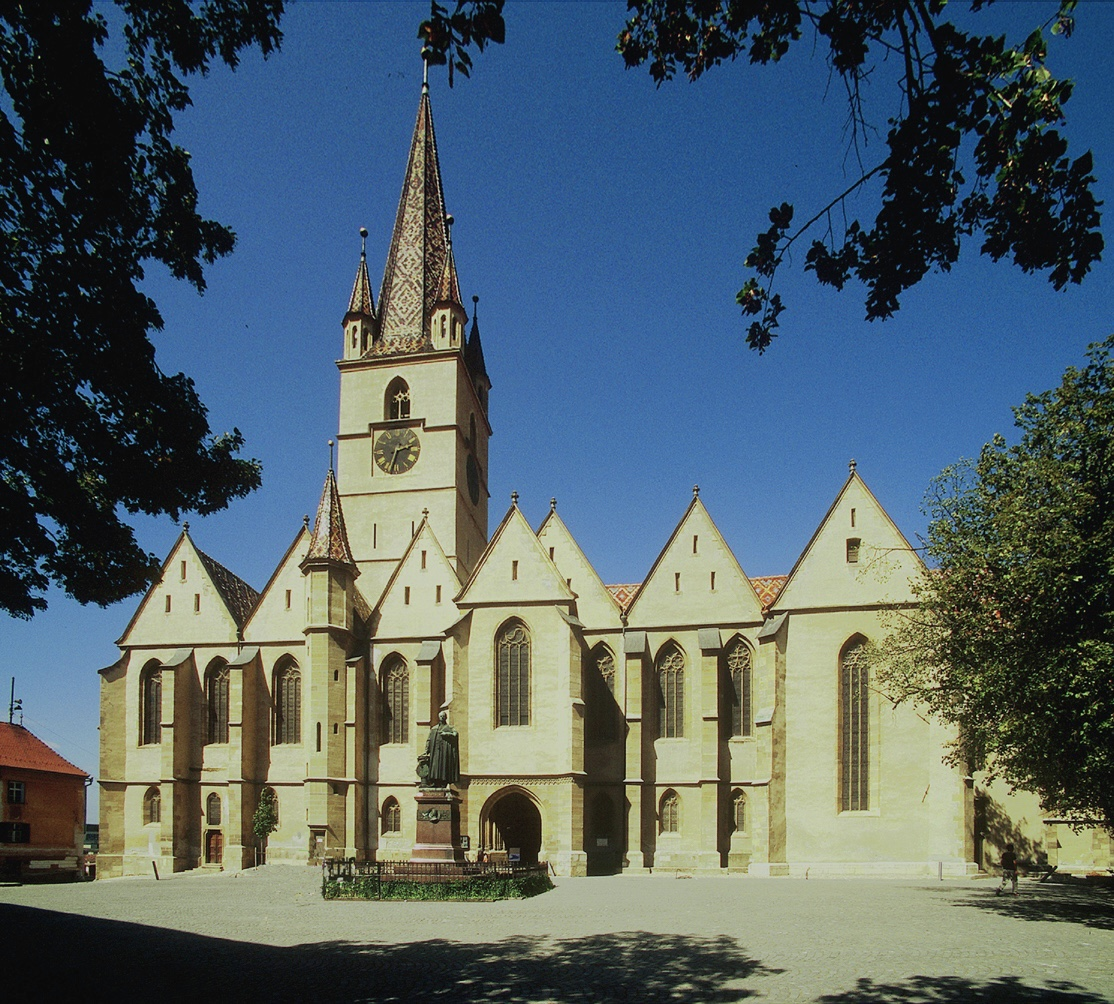
Catedral Luterana de Sibiu.
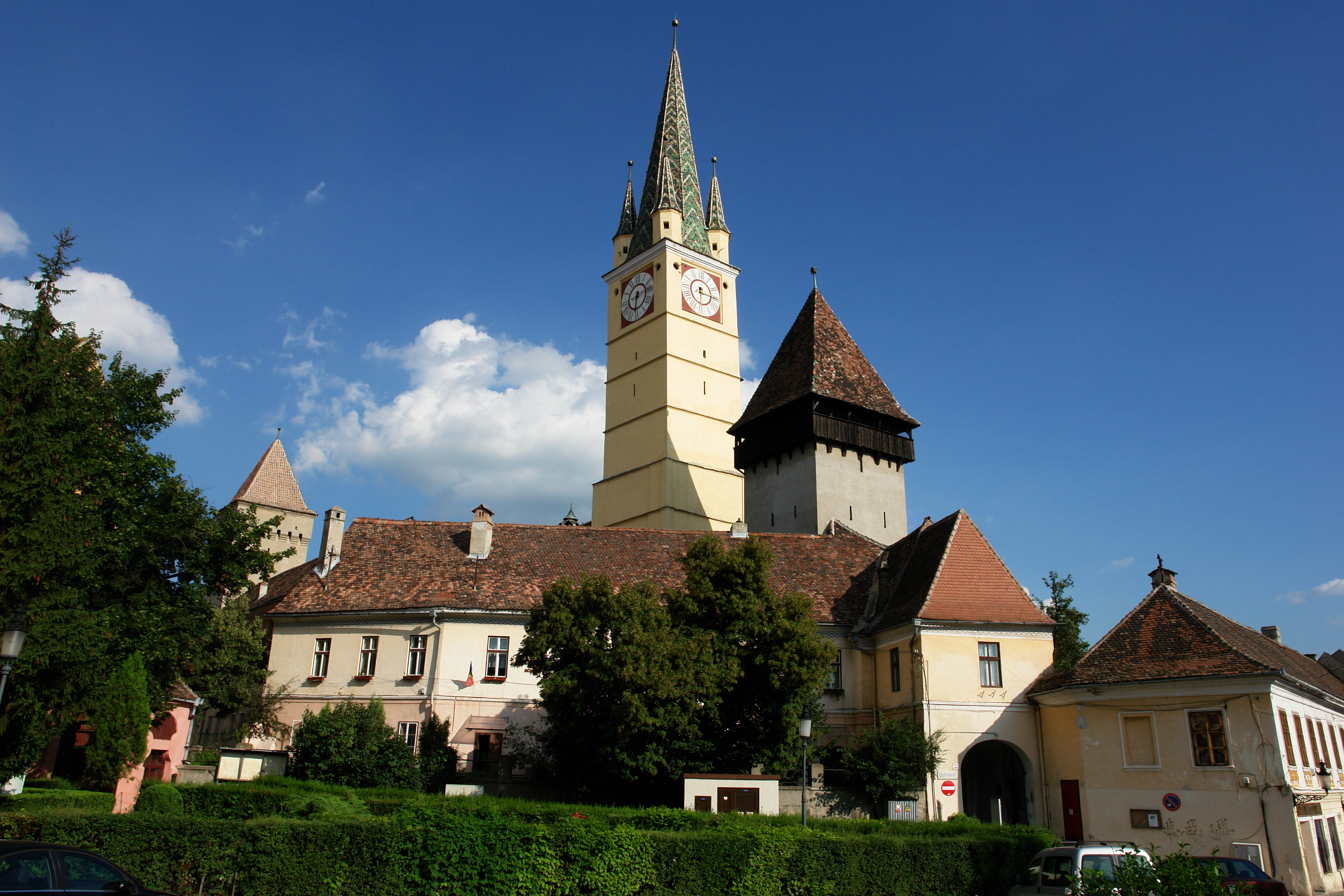
Iglesia de santa Margarita de Mediaș.
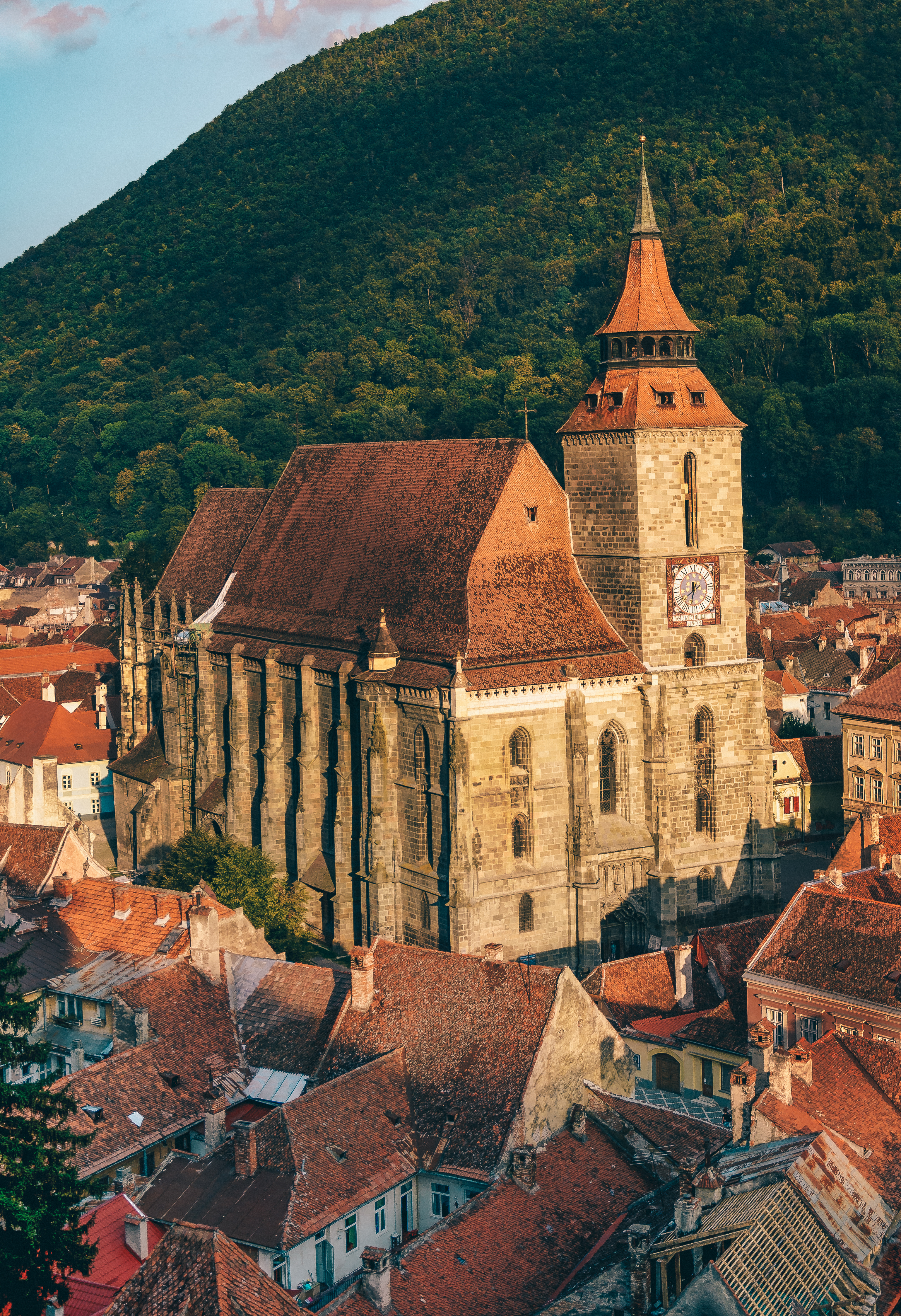
Iglesia Negra de Brașov.

## Distinciones
- Orden Nacional al Mérito (Rumanía), en grado de Caballero (1 de diciembre de 2000) "por logros artísticos destacados y por la promoción de la cultura, en el Día Nacional de Rumania"[8]